# Gare d'Azay-le-Rideau
La gare d'Azay-le-Rideau est une gare ferroviaire française de la ligne des Sables-d'Olonne à Tours, située sur le territoire de la commune d'Azay-le-Rideau dans le département d'Indre-et-Loire, en région Centre-Val de Loire.
C'est aujourd'hui une halte voyageurs de la Société nationale des chemins de fer français (SNCF), desservie par des trains TER Centre-Val de Loire, circulant entre Tours et Chinon.

## Situation ferroviaire
La gare d'Azay-le-Rideau est située au point kilométrique (PK) 224,581 de la ligne des Sables-d'Olonne à Tours, entre les gares ouvertes de Rivarennes et Druye.

## Services voyageurs

### Accueil
Halte SNCF, c'est un point d'arrêt non géré (PANG) à entrée libre.

### Desserte
Azay le Rideau est desservie par des trains TER Centre-Val de Loire, circulant entre Tours et Chinon.

### Intermodalité
- Ligne IV du Réseau de mobilité interurbaine
- Un parc à vélos et un parking pour les véhicules sont aménagés[1].